# Sør-Aukra kommun
Sør-Aukra kommun (norska: Sør-Aukra kommune) var en kommun i Møre og Romsdal fylke i västra Norge. Kommunen omfattade ett område i den västra delen av nuvarande Molde kommun (större delen av den tidigare kommunen Midsund). Tätorten Midsund utgjorde kommunens centralort.

## Administrativ historik
Sør-Aukra kommun upprättades den 1 januari 1924 när Aukra kommun delades i två och de båda kommunerna Nord-Aukra respektive Sør-Aukra bildades. Kommunen hade 1 395 invånare vid upprättandet.
Den 1 januari 1965 gick Sør-Aukra kommun, tillsammans med en del av Vatne kommun, upp i den då nybildade Midsunds kommun. Kommunens hade då 1 912 invånare.